# Typhlotanais messinensis
Typhlotanais messinensis är en kräftdjursart som beskrevs av Georg Ossian Sars 1882. Typhlotanais messinensis ingår i släktet Typhlotanais och familjen Nototanaidae. Inga underarter finns listade i Catalogue of Life.